# Charroco
Halobatrachus didactylus é uma espécie de peixe pertencente à família Batrachoididae, a única espécie no gênero Halobatrachus. Conhecido como Charroco ou Xararoco (também chamado de Encharroco ou Peixe-Sapo), é um peixe de clima subtropical, existente entre a Península Ibérica e o Golfo da Guiné.
O charroco é um peixe sem escamas, que pode atingir entre 40 cm e 62 cm de comprimento, e viver até 10 anos. Alimenta-se de caranguejos, pequenos peixes e pode até matar um tubarão. É um peixe solitário que vive, habitualmente, na areia ou em cavidades, e produz sons. A sua cor é castanho-esverdeada ou amarelada, com manchas escuras. Os seus olhos ficam situados no topo da cabeça.
Trata-se de uma espécie de água salobra e marinha. Atinge os 50 cm de comprimento total nos indivíduos do sexo masculino.
A autoridade científica da espécie é Bloch & Schneider, tendo sido descrita no ano de 1801.

## Portugal
Encontra-se presente em Portugal, onde é uma espécie nativa e ocasional.